# スクーバダイビング
スクーバダイビング / スキューバダイビング（英: scuba diving）は、スキューバ/スクーバ（自給気式水中呼吸装置、水中肺、en）を身に着けて行うダイビング（潜水）。
これに対して息を止めて行う潜水をフリーダイビング、地上からホースで空気を供給する潜水を送気式潜水（フーカー潜水）と呼ぶ。日本にはアメリカのアクアラング社 (Aqua Lung) が紹介し、一時期は社名「アクアラング (Aqua-lung) 」がスキューバダイビングの意味で使われることも多かった（cf. アクアラング）。
なお、本記事では特に断らない限り、「ダイビング」を「スキューバダイビング」の意味で使用する。

## 語源・由来
スクーバとは、英語の Self Contained Underwater Breathing Apparatus のアクロニムである SCUBA の片仮名表記であり、1943年にジャック＝イヴ・クストーとエミール・ガニオンの共同で空気などの呼吸ガスを携行する方式の潜水器具を発明。自給式水中呼吸装置とも訳される。英語の SCUBA は、本来潜水器具を指す名詞であるが、現在では、この方式の器具を用いて行う潜水活動をもスクーバといい、また形容詞的語としてもよく使われる。
スクーバダイビングは、海洋工事、水難救助、軍事などの職業的活動としても行われるが、一般にはレジャーダイビングを示すことが多い。

## 日本での呼称について
記事冒頭にあるように、日本では「スクーバダイビング」と「スキューバダイビング」の2つの呼称がある。「スクーバ」は英語風の発音を、「スキューバ」はヨーロッパ風の発音をもとにしている。
業界団体である日本スクーバ協会は2012年11月に業界用語の統一化に関する指針を示し、この中で「スクーバ協会という名でもあることから」として「スクーバダイビング」にすべきとしている。
一方で、2019年時点でのGoogle 検索の結果では、「スキューバ」のヒット数が「スクーバ」を大きく上回っており、世間一般的には「スキューバ」が浸透しているとみられる。

## 歴史
- 1857年（安政4年）に「ヘルメット潜水器」が日本へ輸入[16]。民間へ広まったのは横浜消防の祖[17]と呼ばれた増田万吉（1836年 - 1902年[18]）がオランダから10台を輸入した1872年（明治5年）ごろと考えられている[16]。1930年代の戦争の影響で、閉鎖循環式が開発され、のちに「リブサーバー」で、ヘルメット式のように空気を送るためにホースや船と必要とせず、泡が出ない器材へと発展した[16]。1943年に世界初のレギュレーター「CG43」へと進化した[16]。現在の器材メーカー「アクアラング」の誕生となる[16]。

## 潜水限界
深度が大きくなるほど、緊急時の浮上が難しくなり、窒素酔いや減圧症の危険性も高くなる。そのため、米海軍潜水教範では、通常の潜水可能深度を40メートルとしている。ただし、ごく初心者が潜る場合は10 - 20メートル前後に設定しておいたほうが安全である。スクーバ・タンクの容量は通常8 - 14リットル（10リットルタンクが最多）ほどであり、始めに通常150 - 200気圧程度（約1.8 - 3.6キログラム）の圧縮空気を詰める。アマチュアダイバーの場合、通常はスクーバ・タンクを1本だけ使うため、この空気が無くなるまでの時間が一つの目安となる。深度が浅い場合には1時間程度であり、深くなるほど呼吸に使われる空気の圧が上がり、時間が短くなる。一般的に、潜水可能時間はダイバー個人の水面空気消費率（1気圧環境、すなわち水面における1分間あたりの空気消費量）から、タンク容量×利用可能圧÷(1＋平均潜水深度÷10)÷水面空気消費率の計算により見積もられる。例えば容量12リットルのタンクを使用し、150気圧の空気を使用可能で、潜水中の平均深度15メートル、ダイバーの水面空気消費率が12リットルの場合、12×150÷(1＋15÷10)÷12=60分になる。なお、通常のレクリエーショナルダイビングにおける水面空気消費率は、上級ダイバーで10 - 14リットル/分程度（小柄なダイバーでは8リットル/分程度になる場合もある）、初級ダイバーで20 - 30リットル/分程度である。すなわち、同じ上記の条件でも24 - 90分と、ダイバーによって潜水可能時間には大きな差が生じる。なお、実際の空気消費量は、体調、水温、水の流れや、水中における運動度合い等の諸条件によって変化するため、個々の潜水における実際の潜水可能時間が、上記の式で算出された潜水可能時間と乖離することも多い。
また、一般的には水圧が高くなるほど減圧症の危険が高くなるため、減圧停止を行わないレクリエーショナルダイビングの場合には、深度10メートルで3時間半程度、深度20メートルで45分程度、深度40メートルで9分程度を超えて潜水してはならない。先に挙げた限界時間近くまで潜水していた場合には、地上で3時間程度の休憩が必要となる。もっともこの制約は、減圧に関する教育・訓練を受けた職業ダイバーやテクニカルダイバーには適用されず、実際これらのダイバーによっては、上記の限界時間を越えた減圧潜水もごく日常的に行われている。しかし、職業ダイバーでも、減圧潜水を頻繁に行っているダイバーは稀で、通常は浅場での作業が中心である。
レクリエーショナルダイバーは減圧停止を行うことを前提とした「減圧潜水」を行ってはならない。

## 必要な資格と器材

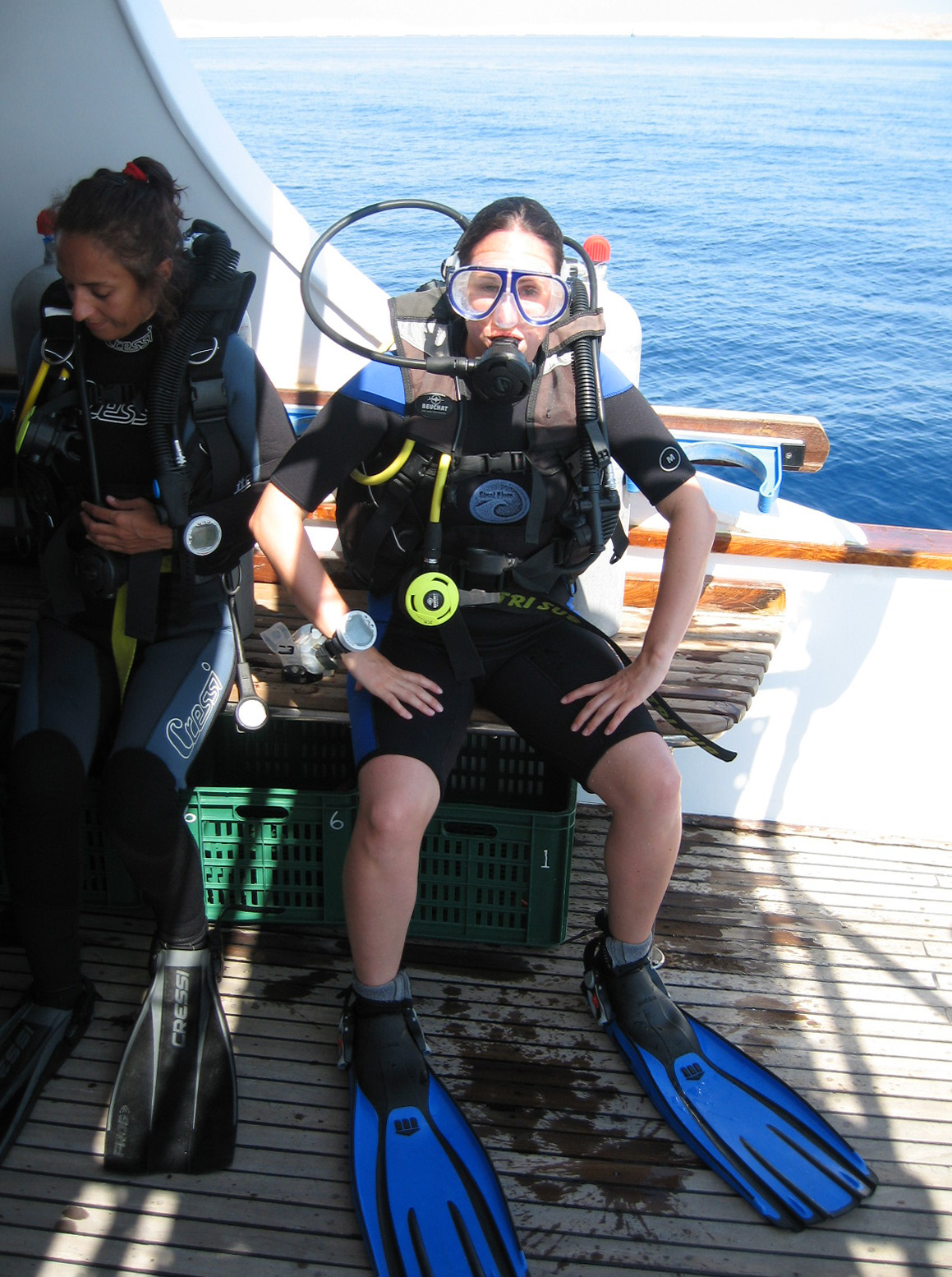
ダイビング器材を装備したダイバー

日本の法律では業務以外の目的でスクーバダイビングをするのに資格は必要ないが、レジャーダイビングを行う上で潜水器材のレンタルを含むダイビング関連サービスを受けるためにはほとんどの場合Cカードの提示が必要であることから、Cカードを取得しなければ事実上スクーバダイビングをすることはできない。（ただし、Cカード認定インストラクターが同行する体験ダイビングやCカード取得のための講習では必要ない）Cカードに関しては後述する。
一方、スクーバダイビングは、器材に頼るレジャーであり、器材選択は安全管理の基本にもなる。
本項では、主要な器材と機能のみ列挙する。より詳しい内容は別項「ダイビング器材」を参照。
- スクーバ・タンク - 呼吸ガス（ほとんどの場合、普通の空気）を水中に携行するための容器。スチール製又はアルミ製。
- レギュレーター - タンク内の圧力を呼吸に適した圧（周囲圧＝水圧）に自動的に調整しダイバーに供給する。
- ダイビングスーツ - ダイバーを低体温と皮膚の損傷から保護する。主にウェットスーツとドライスーツに分けられる。
- BC、BCD - 水中では浮力を調節する。水面では救命具同様、プラス浮力を確保できる。
- マスク - いわゆる「水中メガネ」。水中で物を見やすくする。水泳用と違い、鼻も入る構造となっている。
- フィン - いわゆる「足ヒレ」。水面・水中での移動を容易にする。ブーツを履くタイプと素足で履くタイプがある。
- スノーケル - 水面で顔面を水につけたまま呼吸できるようにする。左側に取り付けるのが普通。
- ウェイト - ダイビングスーツによる余分の浮力を相殺し潜行を可能にする。主として着用するスーツにより必要ウェイト量が変わる。
- ウェイトベルト - ウェイトを身体に固定する。腰への負担を軽減できる製品もある。
- 残圧計 - タンク内の空気の残量を表示する。アナログが大半ではあるが、デジタル表示の製品もある。
- 深度計 - 潜水深度を表示する。現在ではあまり使われず、多くはダイブコンピューターにとって代わられている。
- コンパス - いわゆる「方位磁石」。水中で方向を表示する。一部ではあるがデジタルコンパスも市販されている。
- 時計 - 防水時計である。近年ではダイバーウォッチを着けたダイバーは稀で、ダイブコンピューターが一般的。

これら器材はレンタルもされているし、購入することもできる。なお、レクリエーショナルダイバーの場合、スクーバ・タンクは、重量があり運搬が大変なこと、また保管・運搬に法規制を受ける関係から、購入せずにその都度レンタルするケースが多い。
スクーバ・タンクはが、酸素濃度を増やした（窒素濃度を減らした）「エンリッチド・エア；ナイトロックス」を使うこともある。
空気潜水よりも最大深度が厳しく制限されるが、レクリエーションダイバーが最も頻繁に潜る深度である10 - 30メートルを少し超える辺りの深度で無減圧限界時間を伸ばすことができる。また、空気潜水と同等のプロフィールで潜水した場合、減圧症の罹患率を下げる効果があると考えられている。
特に深く潜る場合にはヘリオックスガス（酸素・ヘリウム混合ガス）やトライミックスガス（酸素・窒素・ヘリウム混合ガス）を用いることもあり、何れも酸素濃度は空気よりも低く設定する（深く潜るほど、酸素濃度は低くしなければいけない）。
当然のことながら、空気（中層用）やエンリッチド・エア；ナイトロックス（浅場用）を含む数本のタンクを携行することが必要となり、加速減圧（体内窒素の急速な放出）の為に純酸素を携行する場合もある。最近ではリブリーザーを用いるダイバーも徐々に増えている。

## 必要な費用
講習費用の内訳は一概には言えないが、指導団体が提供する教材や申請代、現地の施設使用料、現地で借りるスクーバタンク代、インストラクターに払うレッスン代（講習費）などがあり、その他にお店や海までの交通費、宿泊する場合は宿泊代などが挙げられる。
お店によっては、ダイビングスポットへの旅行の費用や交通費、宿泊代などが含まれている場合もあるが、これは旅行業法上の様々な問題もある。
バブル期には12 - 15万円程度が標準とされていたオープンウォーターダイバーコース（教育機関により名称は異なる）の総費用は、近年では都市型ショップの場合、6 - 9万円程度、海沿いの現地サービス（交通費・宿泊費別途必要）の場合、4 - 7万円程度が平均的である。
ダイビング器材はレンタルが可能である。ただし、可能な限り体に合った器材を使った方が安全という考えや、講習終了後のダイビングでも常に同一の器材を使用した方が安全という考えから、一部、あるいは全部の器材の購入を講習の条件としたり、条件とはしないまでも推奨するスクールもある。

## 潜水場所
港湾、河川等を除いて、法律上は潜水の実施に許可を要さない水域が多々ある。しかし、基本的に潜水の対象となるのは観察や鑑賞の対象となる水棲生物が多く棲息する水域であり、このような水域での潜水は、あらかじめ同意を得ない限り、これら生物の採取で生計を立てている漁業関係者とのトラブル発生や、また密漁容疑での取調べ対象になる可能性も高い。このような背景から、日本では、沖縄県等の一部地域を除いては、個人・当該地域外のダイビングツアー・ダイビングスクール催行業者にかかわらず、地域の漁業協同組合と良好な関係を構築している、あるいは漁業協同組合が経営している、いわゆる「現地サービス」と呼ばれる業者を介して潜水を実施することが大半である。かつては、ダイバーは漁場を荒らす厄介者として忌避される傾向が強かったが、現在では、密漁を行う者はダイバーのごく一部であることが広く認知されるようになったこと、またサービスの利用のみならず、食事、宿泊等の消費で地域経済の活性化につながるとの認識が広がったことから、積極的なダイバーの受け入れに方針転換した地域も多くなってきている。

## 基本技術
スクーバダイビングを行う上で重要な基本技術には、呼吸、中性浮力、圧平衡などがある。初級クラスで習得すべきその他の技術としては、緊急浮上、安全停止、器材の脱着（水面・水中での脱着を含む）等がある。

### 呼吸
ダイビングでは深くゆっくりとした呼吸が必要である。浅い呼吸では、空気のほとんどが肺に届かないため、空気が無駄に消費される。また、呼吸方法は、次に説明する中性浮力の調整や、呼吸器の保護にも重要となる。

### 中性浮力
水中で楽に移動するためには、器材を含めた体の平均比重を水の比重と合わせる必要がある。こうすることで、体は浮くことも沈むこともなくなるので、静止するために運動することは必要なくなり、また最小限のエネルギー消費で移動することが可能となる。
中性浮力の調整は、体につけた浮力調整器具（BCD）で行う。BCDから空気を抜くと体はゆっくりと水に沈んでいき、BCDに適度に空気を入れると中性浮力を保つことができる。
浮上はフィンキックで行い、浮上途中で体積（浮力）が増して来るBCD内部の空気を適宜排気しなければならない。それを怠ると急浮上の原因となる。
ドライスーツを着用している場合には、水中ではBCDには給気せずスーツ内に給気することによって中性浮力が保たれ、浮上中には排気バルブを上に向けていさえすれば、膨らんだ空気は自動的に排気され、急浮上する心配は無い。
全てのスクーバ器材を体に付けた状態でも、主として保護スーツの浮力の為、ほとんどの場合ダイバーは沈むことが出来ない。そのため、腰のベルトなどに数キログラムのウェイト（錘）を付ける。錘は地上で装着しておき、水中で調整することは通常はないが、必要量の見積もりが過小であった場合、水底から拾った石を携行して調整手段としたり、また初心者ダイバーの場合には、引率しているガイドやインストラクターが、あらかじめ過剰に携行していた錘を水中で貸し与えるような場合もある。
スクーバダイビングで使う浮力調整器具はBCD (Buoyancy Control Device) と呼ばれる。詳細については当該記事を参照のこと。また、最終的な微調整は、肺が大きくなると浮き、小さくなると沈むことを利用し呼吸で行う。

### 圧平衡

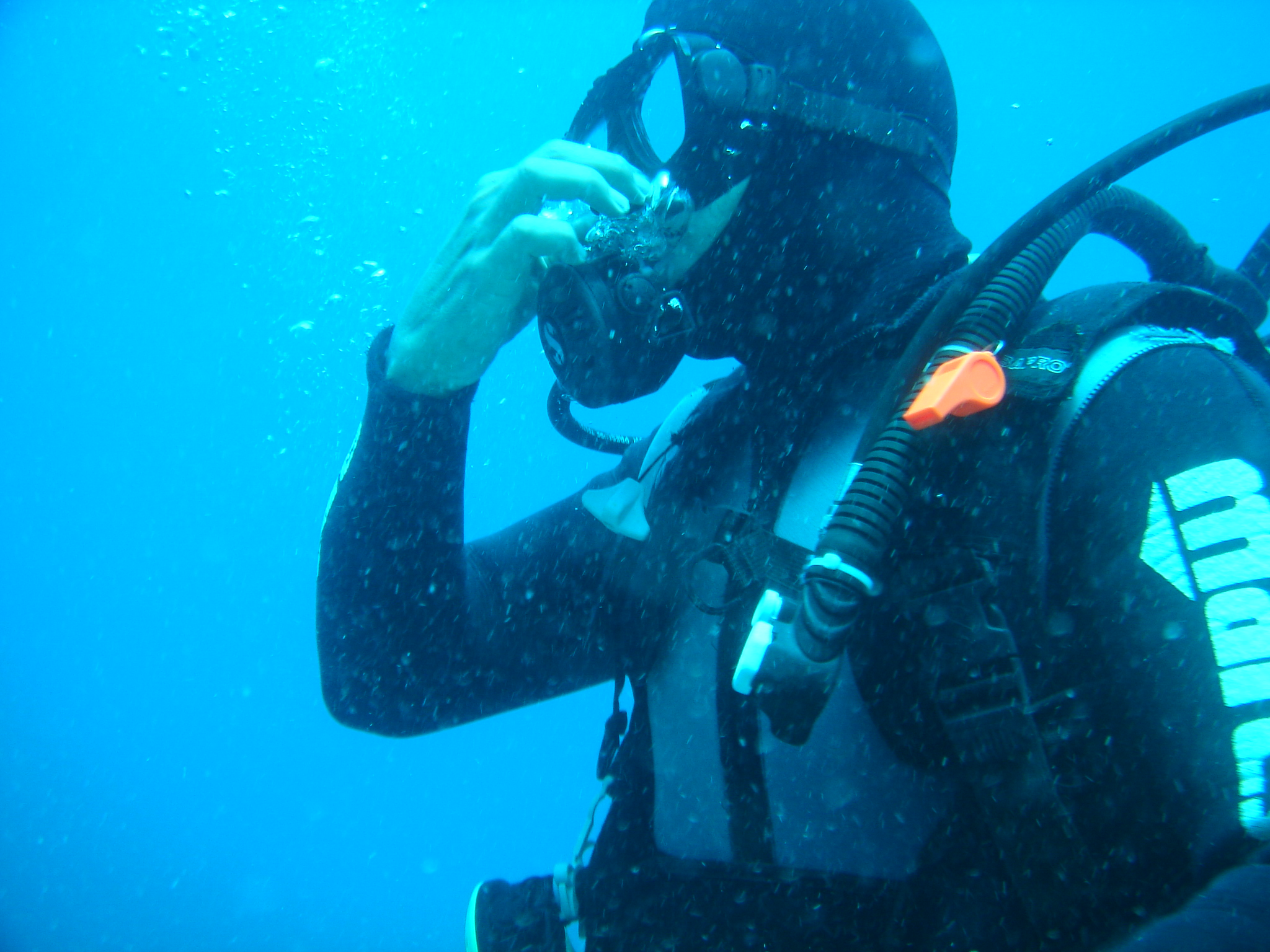
マスクの上から鼻をつまんで耳抜きをするダイバー

体には耳内、肺、頭部などに空間があり、水圧に応じて意図的に圧力を調整しなければ、激痛となり、場合によっては重大な障害が生じることがある。
しかし、ほとんどの人は航空機搭乗、高所移動などで圧平衡を経験済みであり、潜水の場合も無理せず行なえば容易で、恐れるには値しない。
耳内の圧調整は耳抜きで行う。つまり、鼻をつまんだ状態で息を吹き込む。深度を変えるごとにこまめの耳抜きが必要である。もし鼻炎などの理由で耳管が塞がっている場合には、耳抜きが困難となりダイビングの妨げとなる。肺内の圧調整は呼吸で十分であるが、後述の通り、たとえ短時間であっても呼吸を止めてはいけない。特に浮上中に息を止めることはたとえ一瞬であっても非常に危険である。

### 安全停止（無減圧限界時間）
上述したとおり、レクリエーショナルダイビングは無減圧限界時間の範囲内で実施することが大前提である。しかし、無減圧限界時間は減圧症の罹患確率をゼロにするものではなく、ある確率で減圧症に罹患することは避けられない。この確率を最小限にするため、浮上中、ある程度の時間一定深度に滞在し、体内の窒素をある程度排泄することが行われ、これを安全停止という。通常は深度5メートルに3分間滞在する。万が一無減圧限界時間を越えて潜水してしまった場合、ダイビングコンピュータを携行していればその指示に従えばよいが、ダイビングコンピュータを携行していない場合には緊急減圧という手順を行う（補足を下記に記す）。これは、深度5メートルにタンク内の空気が残っている限り長く滞在するもので、これによって体内の窒素をできる限り排泄する。緊急減圧を実施した場合は、減圧症に罹患した兆候がないか、潜水終了後24時間にわたって注意深く観察する必要がある。

#### 緊急減圧に関する補足
減圧停止を前提としたダイビングを行なわないことが決まりのレクリエーションダイバーにとって、減圧停止の必要が生じる場合のほとんどはダイブコンピューターに減圧停止指示が表示されたときで、タンク内の空気（ガス）残量の多寡に拘わらず指示された時間及び指示された深度で停止する必要がある。空気（ガス）が足らない場合にはボートからレギュ付きタンクを下ろして貰って減圧停止を続けるべきであるが最悪の場合、一旦船に上がって急いで自分でタンクを付け替えて再度指示された深度に戻ることになる。
一旦上がった際に体の異常を僅かでも感じたら再び潜るのは止め、医療機関に向かう必要がある。

### エントリー
陸地から水に入る方法。
- ビーチエントリー - 海岸から入る方法。フィンの抵抗が大きいためある程度海に入ってからフィンを付ける、

- ジャイアントストライドエントリー - 足から飛び込む方法。片足を踏み出して、足を開いたままエントリーする。ボートや岸から。
- バックロールエントリー - 船の端に座るなどして、そのまま背中から落ち込むようにエントリーする。

## ダイビングの種類

### レクリエーショナルダイビング
海や湖などに楽しみで潜る行為を指し、ファンダイブともいう。
一般に、次の範囲内で潜水することが強く推奨される。
- 深度30メートル以内（特にトレーニングを受けた場合は深度40メートル以内）
- 特別な浮上手順（減圧停止）を行わなくて良い深度・潜水時間
- 直接浮上可能な場所
- 洞窟の場合、自然光の届く範囲
- 沈没船の場合、外側のみ（特にレクリエーションダイバー向けに安全対策が施された沈船を除く）
- 呼吸ガスは空気（講習を受けることでEAN40以下のナイトロックス）

一般向けのレクリエーショナルダイビングに関するサービスはダイビングショップが行っており、Cカードの発行も行っている。ダイビングポイントに比較的近い店舗と、比較的遠方にある都市部などに立地する店舗に大別され、前者は主に現地の特定のポイントを、後者は複数のポイントを案内している。

### テクニカルダイビング

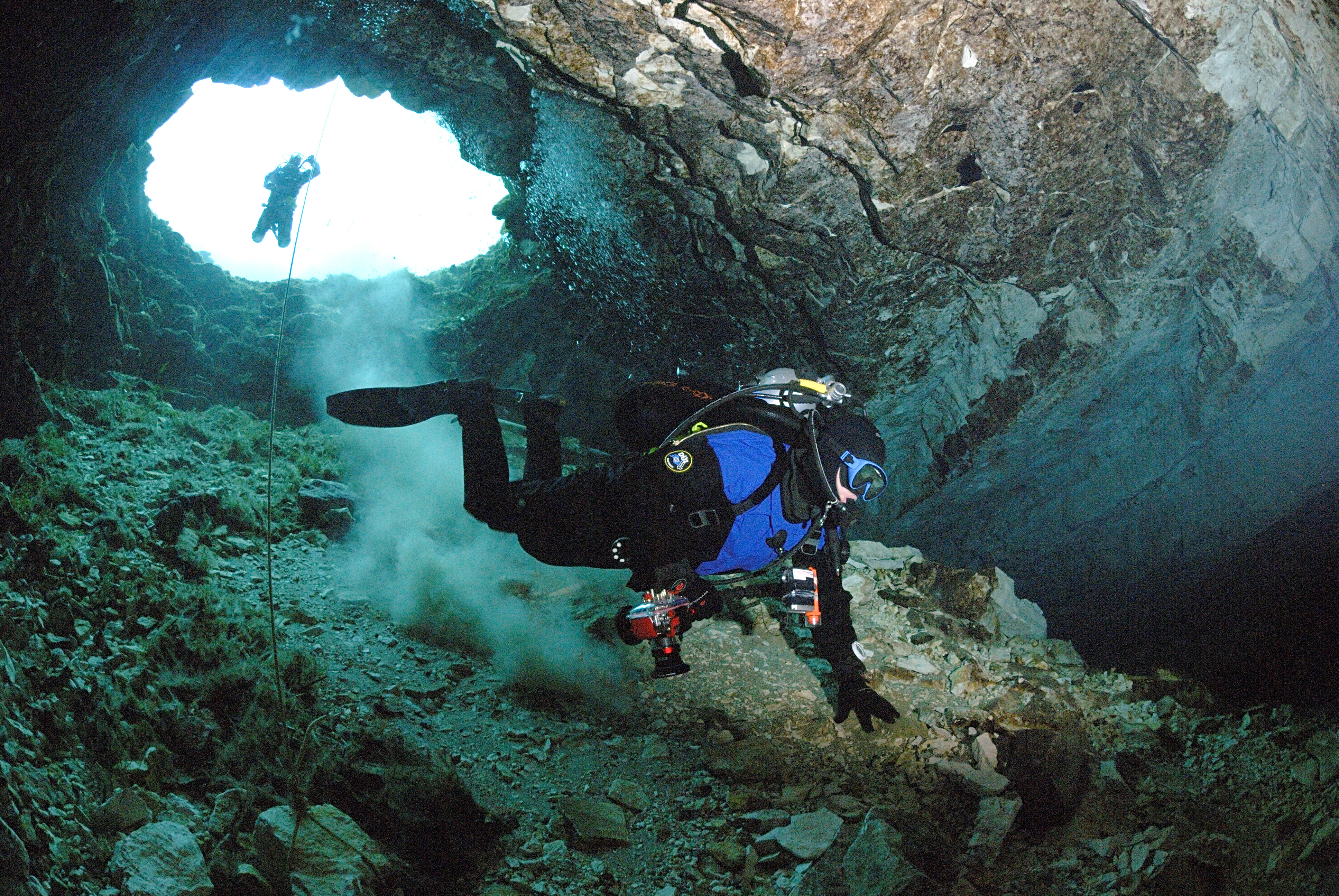
洞窟潜水をするダイバー

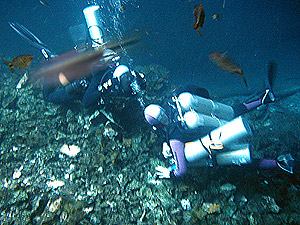
ステージボトルを使用するケイブ（洞窟）ダイバー

一般的なレクリエーショナルダイビングの限界を超えた領域、すなわち
- 深度40メートル以深
- 減圧潜水（特別な浮上手順を要する潜水）
- 洞窟潜水
- 沈没船内

などに、より安全に到達・帰還できるよう装備や手順を体系化した非職業的ダイビングを指す。全てのレジャーダイビングにおける安全管理の基礎を担う。詳しくはテクニカルダイビングの項参照。

### コマーシャルダイビング
商業潜水ともいう。営利を目的とした作業潜水や調査潜水などを示すが、レクリエーショナルダイビングを行うダイバーへのガイドや講習については、団体により見解が異なる。
- PADIの見解では、日本で営利目的でのガイドや講習を行う場合は潜水士免許が必要としている[22]。また、日本以外では活動する国や地域が定める資格も合わせて必要であるとしている（※ Cカードは資格の一種であり、活動する場所で他の団体の資格が必要であれば別に取得しないといけないという考え）。

## Cカード
Cカード（C-card）とは、ダイビング指導団体が、直接、またはフランチャイズを通じて実施する技能講習を終了した者に対し発行する技能認定（Certification）カードである。ダイビング指導団体は、ほとんどの場合民間の営利企業（欧州等の一部地域には、非営利や公的な指導団体も存在する）であり、少なくとも日本では免許証と違いCカードを所持しないでスクーバ・ダイビングを行うことが法的に禁止されているといった類のものではない。しかしながら、適切な知識・技量を有さない者がスクーバダイビングを行った場合、致死傷事故が発生する可能性が非常に高いことは容易に推定できることから、これらの者にサービスを提供してスクーバダイビングが行われた結果事故が発生した場合、事故を予見できたのに適切な対応（サービスの提供拒否など）を取らなかったとして刑法の業務上過失致死傷罪（211条）などの刑事責任や民法上の不法行為責任を問われる可能性が高い。このようなリスクを回避するため、レジャーダイバーにサービスを提供する者はそのほとんどがCカードの提示を求めており、これを所持せずにダイビングを行うことは事実上困難と言ってよく、その意味では許可証的な性質を有するものと言えなくもない。また海外ではCカードを所持しない者のスクーバダイビングを法的に禁止していたり（オーストラリア）、Cカードを所持しないものに対するスクーバ・ダイビング器材の販売や貸与を禁止している（欧州）例もある。
Cカードにはほとんどの場合、そのスキルレベルに応じたランクが設定されていて、ダイバーとしての知識や技術、経験などを示す指標になっている。また、スキルアップの目標としての性格もある。認定団体ごとにランクの区分や呼称が異なるため、WRSTCによりRSTC基準が策定され利用されている。日本国内ではCカード協議会（正式名称レジャーダイビング認定カード普及協議会）がRSTC基準を採択しており、「エントリーレベル基準」「インストラクターレベル基準」「スーパーバイザーレベル基準」「インストラクタートレーナー基準」を示し、その採択基準の普及に努めている。現在基準また ISO 24803:2007でもレクリエーショナルダイビングスキルの認定基準が規格化されている指導団体もある。
スクーバダイバー（団体により呼び方は異なる）
リーダーレベル（ダイブマスターあるいはインストラクター）の引率でダイビングを楽しむことができる。指導団体によっては、オープンウォーターと同等のレベルを指す場合もある。旅行日程の関係等でオープンウオーターダイバーコース受講が困難な場合などに勧められるコースである。
オープンウオーターダイバー（団体により呼び方は異なる）
バディーシステムを守りながら、海洋実習地と同等レベルのダイブサイトでリーダーレベルの引率無しにダイビングができる。最大潜水深度は概ね18メートル。あくまで推奨深度であり、アドバンスドオープンウオーターダイバーコースやディープダイバースペシャルティーコース等を受講しなければ深度18メートルよりも深く潜ってはいけないとか、ガイドダイバーがOWダイバーのゲストを深度18メートル以深へ連れて行ってはならない、ということではない（一部の国や地域を除く）。
但し、オープンウォーターダイバーがファンダイブ（講習を伴わないダイビング）で深度18メートルより深いポイントに潜ることを望む場合、アドバンスドオープンウオーターダイバーと同等の知識と経験、能力を有することが前提で、そうでない場合にはその前にアドバンスドオープンウオーターダイバーコースやディープダイバースペシャルティーコースを受けるべきである。
アドバンスドオープンウオーターダイバー（団体により呼び方は異なる）
様々なダイビングテクニックを身につけ、海での遊び方を広げる。最大潜水深度は概ね30メートルないし40メートル。

スペシャルティ・ダイバー
専門的な知識を身につける。以下の記述は各団体の項目が混在している。
カバーン、ボート、ナイト、ディープ、サーチ&リカバリー、エンリッチド・エア（ナイトロックス）、潮流ダイビング（ドリフト・カレント）、水中スクーター (DPV)、ドライスーツ、淡水ダイビング、高所ダイビング、浮力調整、マルチレベル潜水、沈船、アイスダイビング、流氷ダイビング、自然環境保護、水中写真、水中ビデオ、ナビゲーション、器材、水中生物観察、スキンダイビング、レスキュー・CPRとAED（AEDを用いた心肺蘇生法）・水中ハンティング（日本では開催されていない）
PADIの場合、レスキューダイバーが5種類のスペシャルティーコースを受講すれば申請可能（順不同）。
テクニカル・ダイバー
ケイブダイビング、沈船ダイビング、大深度潜水（40メートル超）、混合ガス潜水、リブリーザーの知識と技術を身につける。
ダイブマスター（団体により呼び方は異なる）
プロフェッショナルの入門レベル。プロとしての基本を身につけ、インストラクターのアシスタントとしてのほか、一定の条件を満たせば限定的な範囲でのみ、単独でも入門者を指導することができる。認定証（Cカード）を取得済みのダイバーをガイドする為には十分な資格である。
プロフェッショナルの入門レベルと捉えられがちだが、インストラクターにならずともガイドダイバーとして一流のプロを目指すことも可能である。ダイブマスターとインストラクターに上下関係はない。
アシスタントインストラクター
インストラクター開発コースの最初の一部として、プロとしての経験を積み、また、教育システムを習得する。
インストラクター
Cカード保持者の為の水中ガイドだけでなく、ノンダイバーの為の体験ダイビングやダイバー養成、Cカード保持者の為の追加講習及び一部のプロコース等が実施できる。
インストラクターにはランクがあり、実施できる教育プログラムの範囲が異なる。最上級はコースディレクターで、インストラクター候補生を教育もしくはインストラクターのレベルアップ認定することができる。
エグザミナー（団体により呼び方は異なる）
インストラクターの認定試験官。

### 主な指導団体
指導団体とは、ダイビングの普及・ダイバーの育成を目的とする営利または非営利の団体。現在日本だけでも30あまりの団体があり、それぞれの理念に基づいてダイバーの教育、Cカードの発行を行っている。以下に主な指導団体を挙げる。（アルファベット順） 下記以外には、JUDF、KD-JAPAN、等。（詳しくはCカード協議会参照。）
BSAC - ビーエスエーシー（British Sub-Aqua Club）
1953年、イギリスのロンドンで発足。ウィリアム王子を総裁に戴く、世界最古の伝統を誇るダイビング教育機関。
CMAS - クマス、シーマス（Confédération Mondiale des Activités Subaquatiques）
1959年に設立された水中活動に関する国際NGO。設立当時はフランスに本部が置かれたが、現在はイタリア・ローマにある。初代会長はジャック＝イヴ・クストー。日本のJCIAは、1985年にCMASへの加盟が承認された。
JP - 日本職業潜水教師協会（Japan Professional Scuba Diving Instructors Association）
1984年に日本で設立されたダイビング指導団体である。
NAUI - ナウイ（National Association of Underwater Instructors）
1950年代初め（上記BSACよりは後と見られる）、アメリカのカリフォルニアで発足したナショナル・ダイビング・パトロールを前身とする。
PADI - パディ（Professional Association of Diving Instructors）
1966年にアメリカで設立。全世界のダイバーの約60%が所属しているといわれる、名実共に世界最大のダイビング教育機関。
SSI - エスエスアイ／スクーバ・スクールズ・インターナショナル（Scuba Schools International）
1970年にアメリカで設立された指導団体。フリーのインストラクター活動は認めず、加盟店（ディーラー／ダイブセンター）に所属するインストラクターのみ認定しているのが特徴。110か国以上に提携ディーラーを約2500店舗配する。
SNSI - エスエヌエスアイ (Scuba and Nitrox Safety International)
1994年にイタリアで設立されたダイビング指導団体である。「SNSI」は最新のダイビングデータをもとに、より質の高いトレーニングを目指し、安全で確実にダイビングのできるダイバーを育てるべく活動している。

## ダイビング用語

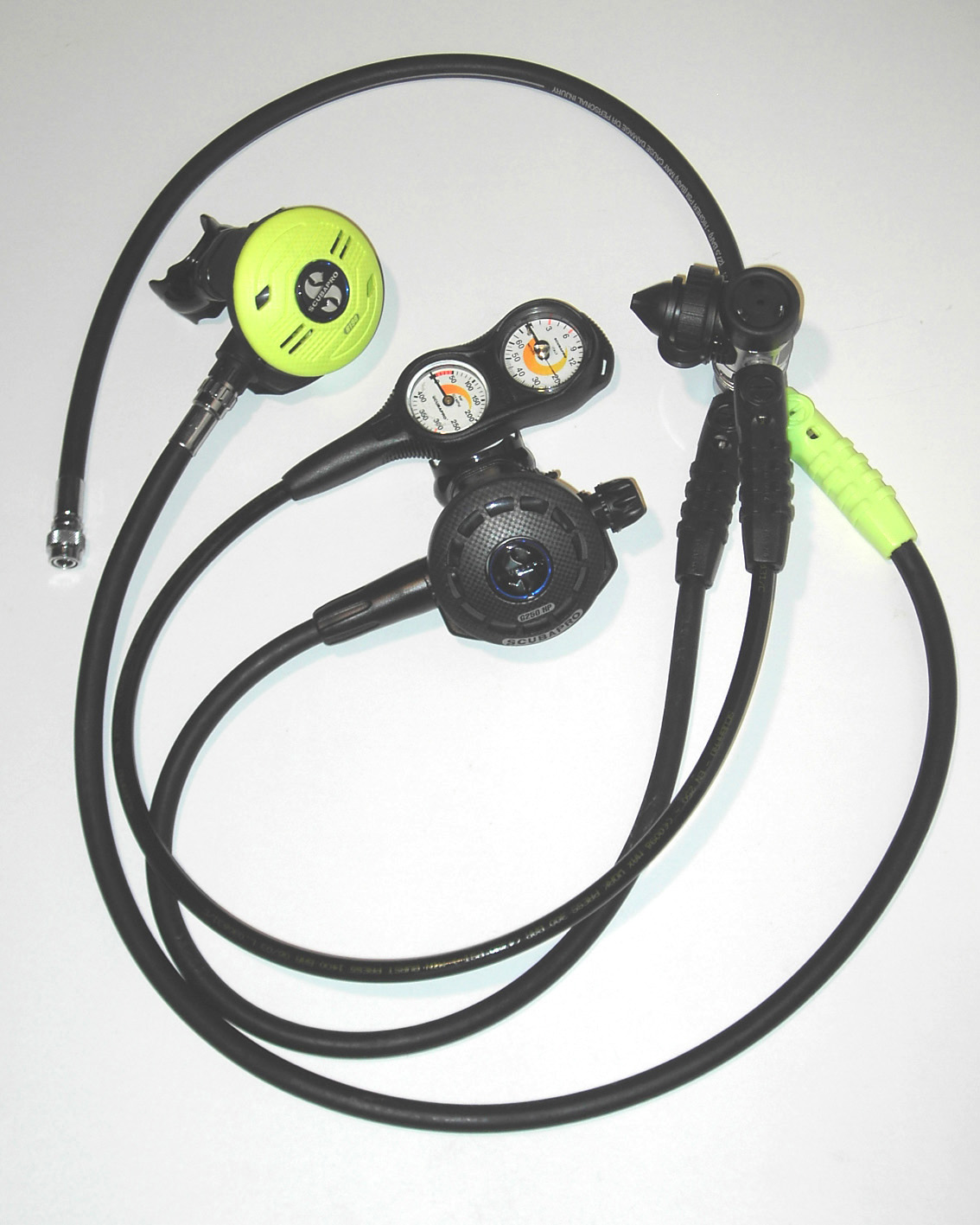
レギュレータ。空気の吸い口をセカンドステージと呼ぶ（黄色に着色されているものはオクトパスという緊急時に使われる予備）。ボンベと接続する部分をファーストステージ。メーターは残圧計や水圧計、まれにコンパスなどが付く。

ログ（log）
潜水場所、潜行日時、潜水時間、気温、水温、透明度などの環境要因などを含めた潜水の記録である。日本においては遭遇した生物等の副次的な出来事を記録することに重点が置かれることが多いが、これは必須の記載要件ではない。ログに記録されたダイビングの回数は、Cカードと共に潜水の技量を対外的に証明するものであり、非常に重要である。また、証明としての信憑性を高めるため、ダイビングのためのサービスを提供した者、あるいは一緒にダイビングした者のスタンプないしは署名をその都度得ることが多い。なお一般的に、ダイビングの回数は潜行・浮上の回数ではなく、使用したタンクの本数を基に、「1本」「2本」というように数える。時には（あまり奨励されることではないが）1本のタンクを2回に分けて使うこともあり、その場合には使用したタンクが1本であっても、経験本数としては2本（2ダイブ）という計算になる。
バディシステム （buddy system）
ダイビングを行うに当たって、2名以上でお互いが相手側の安全を確認し合うシステムである。単独で潜水する場合に比べ、緊急時の対応が取りやすくなるという安全対策でもある。このシステムは、潜水以外にも多くの安全対策手段として用いられている。
ただ、バディシステムが正常に機能するためにはダイバー個々が自己管理できる自立したダイバーであることが条件で、そうでない場合には単に複数で潜っているというだけのことであり、特に緊急時にはほとんど意味を為さない。
安全確認を行うパートナーをバディと呼ぶ。バディシステムの目的は安全性の向上だけでなく、楽しみを深める為、又、利便性の向上という側面もある。
バディブリージング
空気を供給するレギュレータのセカンドステージを交互に共有する方法。
オクトパスブリージング（バックアップ空気源の使用）
レギュレータのファーストステージから分岐しているオクトパス（黄色の予備のセカンドステージ）をバディからもらい呼吸する方法。
緊急スイミング浮上（CESA、Controlled emergency swimming ascent、緊急スイミングアセント、コントロールされた緊急スイミングアセント）
エア切れの際に、自力で垂直に泳いで浮上する方法。
緊急浮上(Emergency ascent)
ドリフトダイビング
潮流に乗って移動するダイビング。

## スクーバの傷害
潜水活動中に起こりうる危険について述べる。
- 以下の傷害は、スクーバに特有のものではなく、送気式潜水でも発生しうるものであるが、便宜上本稿に記載する。

圧外傷

### スクイズ
体内の空隙などが水圧によって押しつぶされたり引っ張られたりする現象をスクイズ（スクイーズ）という。中耳腔のスクイズによって鼓膜が破れるおそれがある。鼓膜の損傷を防ぐには圧平衡（耳抜き）という動作を行う。副鼻腔や虫歯、マスク、ドライスーツも、スクイズを起こして痛みを感じることがある。潜行するにつれて、マスク内の空気が陰圧になることで、マスクが顔に押し付けられたり、ひっぱられたりして痛みを感じる現象をマスクスクイズと呼ぶ。マスクスクイズを防ぐためには、鼻からマスク内に空気を送り込むマスクブローを行う必要がある。潜水前に飲んだ炭酸飲料の気泡により、胃腸に不快感をおよぼすこともある。

### 肺の過膨張傷害
息を止めて浮上したことで起きる。深いところでは周囲の水圧と同じ圧力の空気を吸うので、息を止めた状態で浮上すると水圧の低下にともなって呼吸器内の空気の体積が大きくなり、肺が膨張して破裂に至る。これは水中で呼吸を行わないスキンダイビングとは大きく異なる点である。
スクーバダイビングで最も重要なことは、ゆっくり深く呼吸し、絶対に息を止めないことである。バディに空気を与える等の目的で、水中でセカンドステージを口から外した場合にも、口から少量の息を出し続けて、呼吸器内の昇圧を予防する必要がある。

### 減圧症

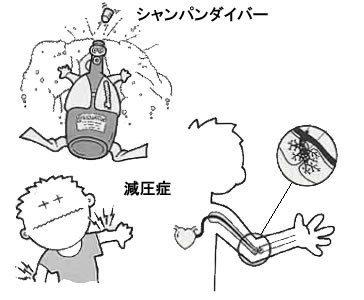
減圧症イメージ画像

ダイビングにおいて減圧症を発症しないためには、十分に遅い速度で浮上する必要があり、通常、潜水の分野で減圧と言えば、この目的で行う遅い浮上を示す。実際的には、浮上速度を長時間にわたってコントロールすることは非常に難しいため、一定深度で一定時間停止する、減圧停止と呼ばれる手順が用いられる。
潜水計画時において、減圧表（ダイビング・テーブル）と呼ばれる表から減圧停止を行わなくてはならない深度・時間を読み取る。現在では事前の計画をせずに、ダイビングコンピュータを装着し、その指示に従って潜水する場合が多い。ダイブコンピュータを使用する場合でも事前の潜水計画は不可欠である。

### 窒素酔い
窒素の麻酔作用によるアルコール酔いに似た症状のこと。窒素中毒（nitrogen narcosis）ともいう。
空気潜水の場合、深度30メートルを越えると窒素酔いの症状が出始めるとされていて、特別な目的がある場合を除き、深度30メートルを限界深度と捉えることが望ましい。

### 酸素中毒
酸素の分圧が一定範囲以上のガスを呼吸しつづけた場合に発症する可能性のある症状である。水中で酸素中毒を発症した場合は死に至る可能性が極めて高く、特殊な目的のため綿密な計画の下に行う場合以外は、決してスクーバダイビングの呼吸ガスとして純酸素を用いてはならない。時折、スクーバダイバーの携行する呼吸用ガスタンクを「酸素ボンベ」と称する場合もあるが、これはほとんどの場合誤った用語である。通常の空気潜水であっても、およそ深度45-60メートルを越えると酸素中毒の危険性が生じてくる。

## 事故の種類
- ガス中毒 - タンクに誤って排気ガス（一酸化炭素を含む）が混入することで起きる。排気ガスの臭いがしたり急に気分が悪くなった場合は潜水を継続してはいけない。
- エアー切れ - これを防ぐため、通常はタンク内の空気が50気圧未満にならないようにダイビングを終える。残圧計の事前点検や、潜水中のこまめな確認が重要。
- 急浮上 - 減圧症や肺の過膨張傷害の原因になる。水面に近付くほど浮上速度を遅くする必要がある。
- 溺水 - 器材に頼り切らず、ダイバーは最低限度の泳力（息継ぎしながらゆっくり泳げる程度）を有しなければならない。
- 低体温（ハイポサーミア） - 水温に適さない保護スーツの着用や長時間の漂流等で体温が奪われることが原因。
- ノーパニック症候群 - 素潜りの際に潜水時間を延ばす目的で潜水前に過度の深呼吸を繰り返すことにより生じる。
- 漂流 - 万一の漂流に備えてシグナルフロートの携帯が必要。また、ライトがあれば夜間の発見が容易になる。
- ダイバーの不注意による何らかの生物からの危害 - 海中で人間に直接危害を与える可能性がある生物の一覧参照。水中では非生物以外、また、特にわからないものには触れないことが原則である。また、肌の露出を可能な限り少なくすることも重要である。

## 呼吸音
アメリカのSF映画『スター・ウォーズ』シリーズに登場する悪役ダース・ベイダーの呼吸音 (Darth Vader's breathing sound) は、スクーバタンクのレギュレーターを使って呼吸することで作り出されており、この音のみで多くの人に彼のキャラクターを連想させ得る強烈なインパクトを持って知られている。アメリカ国内では音の商標（サウンドマーク）として権利登録されており、「スクーバタンクのレギュレーターを使って呼吸することで作り出される、周期的で機械的な人間の呼吸音」と定義されている。